# Щавница
Щавница (пол. Szczawnica)  —  город  в Польше, входит в Малопольское воеводство,  Новотаргский повят.  Имеет статус городско-сельской гмины. Занимает площадь 87,89 км². Население — 7289 человек (на 2005 год).

## История
Известный курорт с середины XIX века, статус города с 1962 года.

## Фотографии

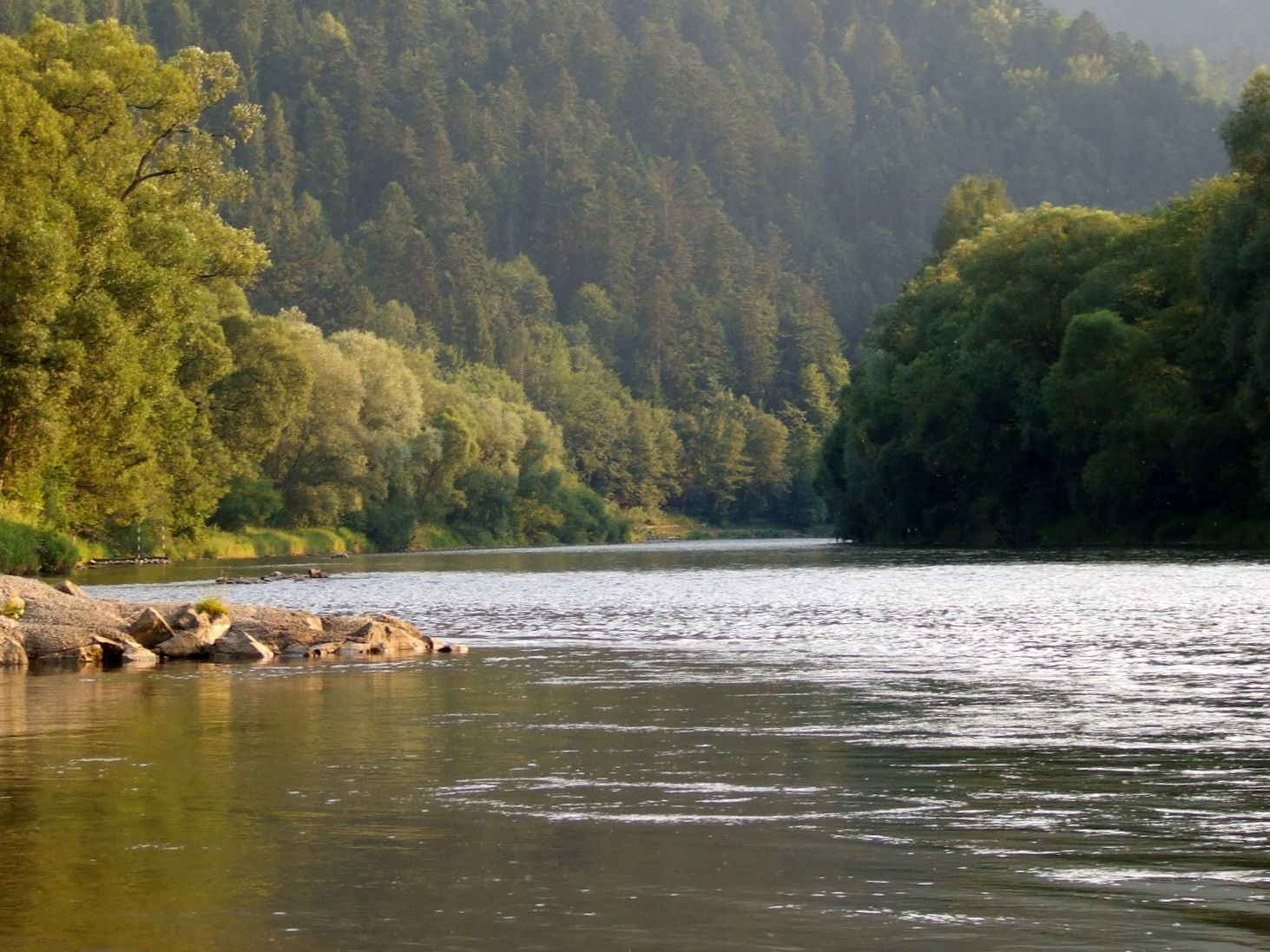
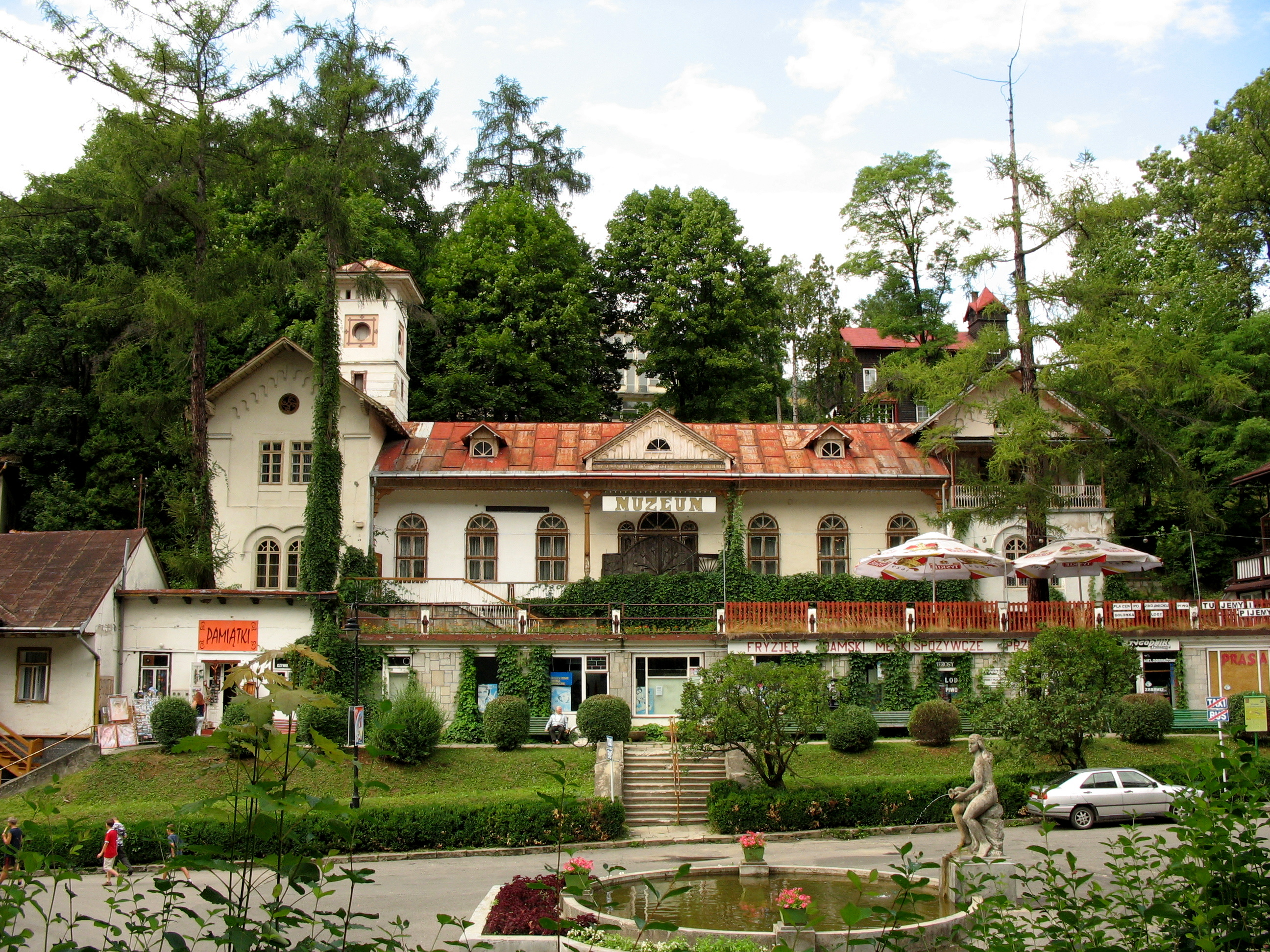
Музей
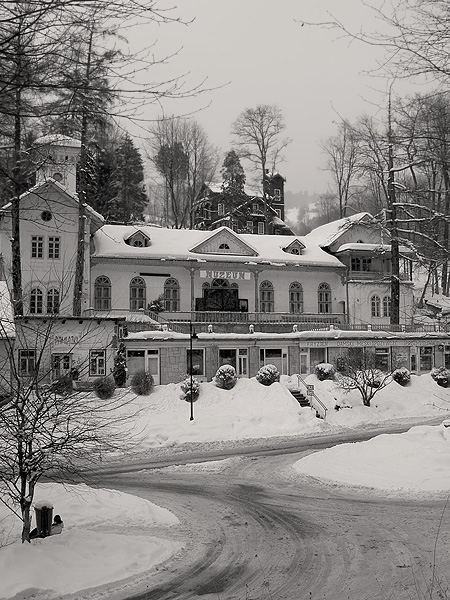
Музей
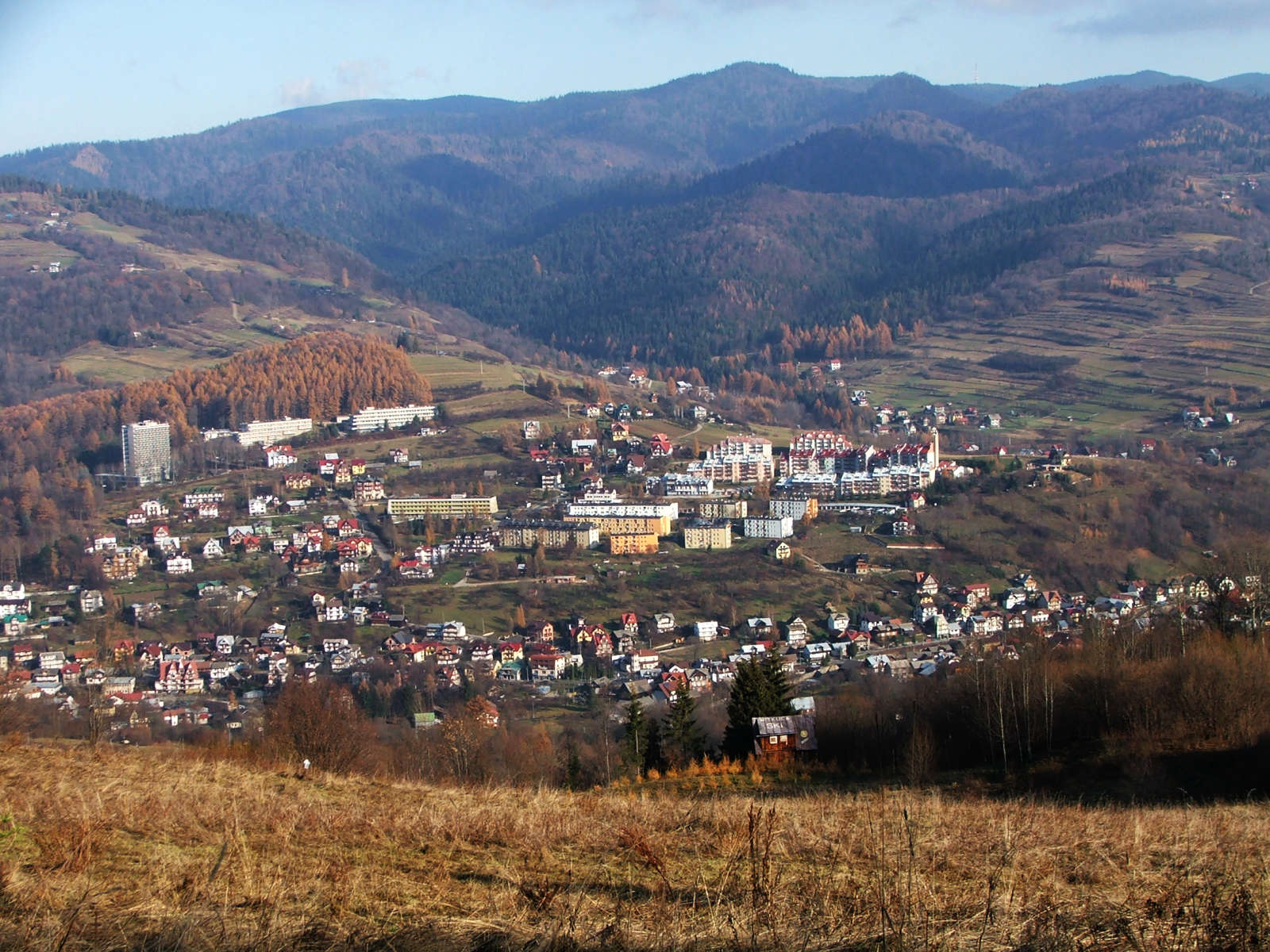